# Virginia-Grunzer
Der Virginia-Grunzer (Anisotremus virginicus) oder Schweins-Grunzer gehört zu den  Süßlippen und Grunzern (Haemulidae). Seinen deutschen Namen verdankt er seiner Fähigkeit, mit Hilfe der Schlundzähne und der Schwimmblase grunzende Töne von sich zu geben.
Er lebt im tropischen, westlichen Atlantik von den Bermudas bis Brasilien, in der Karibik und an der östlichen Küste Mittelamerikas.

## Aussehen
Virginia-Grunzer haben eine helle, weißblaue Grundfarbe, gelbe Längsstreifen und gelbe Flossen. Dicke, schwarze, senkrechte Streifen ziehen sich über die Augen und hinter den Kiemendeckeln. Den Jungfischen fehlen die schwarzen, senkrechten Streifen und die gelben Längsstreifen. Stattdessen haben sie zwei schwarze Längsstreifen an den Flanken und einen schwarzen Punkt am Schwanzstiel. Der weichstrahlige Teil der Rückenflosse ist weiß, Kopf und Rücken gelb. Sie werden 45 Zentimeter lang.